# Kępa (powiat zwoleński)
Kępa – osada w Polsce położona w województwie mazowieckim, w powiecie zwoleńskim, w gminie Kazanów.
W latach 1975–1998 miejscowość należała administracyjnie do województwa radomskiego.